# Mon nom est Rouge
Mon nom est Rouge (en turc Benim adım Kırmızı) est un roman d'Orhan Pamuk publié à Istanbul aux éditions İletişim Yayınları en 1998. Le récit se déroule dans le milieu des peintres miniaturistes à Constantinople vers la fin du XVIe siècle : c'est une enquête policière doublée d'une intrigue amoureuse, qui contient aussi de nombreuses allusions à l'histoire de la peinture de miniatures. 
L'œuvre, traduite en français en 2001, a remporté plusieurs récompenses, dont le Prix du Meilleur Livre étranger en 2002.

## Résumé
Mon nom est Rouge se compose de 59 chapitres. C'est un roman polyphonique dont chaque chapitre donne la parole à un personnage différent : une douzaine de personnages principaux ou secondaires s'expriment ainsi, y compris des animaux, des réalités métaphysiques (la Mort, le Diable) et une couleur, le rouge, qui donne son titre au roman.
Le roman commence en 1591 à Constantinople, dans l'Empire ottoman alors gouverné par le sultan Murad III (1574-1595). Le premier chapitre donne la parole à Monsieur Délicat, enlumineur au grand atelier du sultan : quelques heures plus tôt, Délicat est mort, le crâne fracassé, après avoir été jeté au fond d'un puits. Le sultan a commandé un manuscrit célébrant le millénaire de l'hégire et ce manuscrit doit être illustré par plusieurs miniaturistes réputés appartenant au Grand Atelier que dirige maître Osman. Les trois peintres les plus talentueux de l'atelier, désignés par les surnoms que leur a donnés Osman, sont Cigogne, Papillon et Olive (Velidjân). Un ancien apprenti à l'atelier, Le Noir, est chargé d'enquêter sur la mort de Délicat. Le Noir revient tout juste à Constantinople après une absence de douze ans et il retrouve avec appréhension la maison de son oncle, dont la fille, Shékuré, lui avait inspiré un amour impossible qui a été en partie la cause de son départ de Constantinople. 
Le Noir apprend vite que c'est son oncle en personne que le sultan a chargé de diriger la confection du manuscrit enluminé, qui doit être peint en secret en dehors de l'atelier. Non seulement l'ouvrage excite les convoitises et les jalousies mutuelles entre les peintres, mais la rumeur raconte que les miniatures qu'il contient s'inspirent pour la première fois de la peinture européenne, et qu'elles ont recours au portrait et à la technique de la perspective plutôt que de s'en tenir aux procédés traditionnels des grands miniaturistes orientaux et asiatiques. Il n'en faut pas plus à un prédicateur, le Hodja d'Erzurum, pour affirmer que l'ouvrage et tous les peintres qui y contribuent sont hérétiques. Pendant ce temps, dans un café qui sert de lieu de repos aux peintres de l'atelier, un poète errant fait régulièrement la satire des gens de Constantinople et notamment du hodja, en s'appuyant sur des croquis dessinés par les peintres. Le Noir a bientôt la certitude que l'assassin n'est autre que l'un des peintres de l'atelier. Tout en menant l'enquête, il retombe plus que jamais amoureux de Shékuré. Shékuré, de son côté, est depuis longtemps mariée et a deux enfants, Shevket (l'aîné) et Orhan. Mais son mari est absent depuis quatre ans et est très probablement mort à la guerre. Shékuré pourrait peut-être arguer de cela pour se remarier si son oncle n'y était pas opposé. Les prétendants ne manquent pas, en particulier Hassan, qui fait partie de la famille du mari disparu et convoite lui aussi Shékuré depuis longtemps. Pour obtenir la main de Shékuré, Le Noir doit se rapprocher de son oncle et regagner son crédit en découvrant l'identité de l'assassin.
Le roman se poursuit comme une enquête policière, croisée avec l'intrigue amoureuse entre Le Noir et Shékuré, dans une ambiance d'affrontement entre la tradition ottomane et l'engouement de la cour pour l'école vénitienne (et donc l'Occident chrétien).
Le dernier chapitre du roman est laissé à Shékuré, qui conclut toute l'histoire en la transmettant à son fils Orhan, homonyme de l'auteur : « Car Orhan ne recule, pour enjoliver ses histoires, et les rendre plus convaincantes, devant aucun mensonge. »

## L'art de la miniature

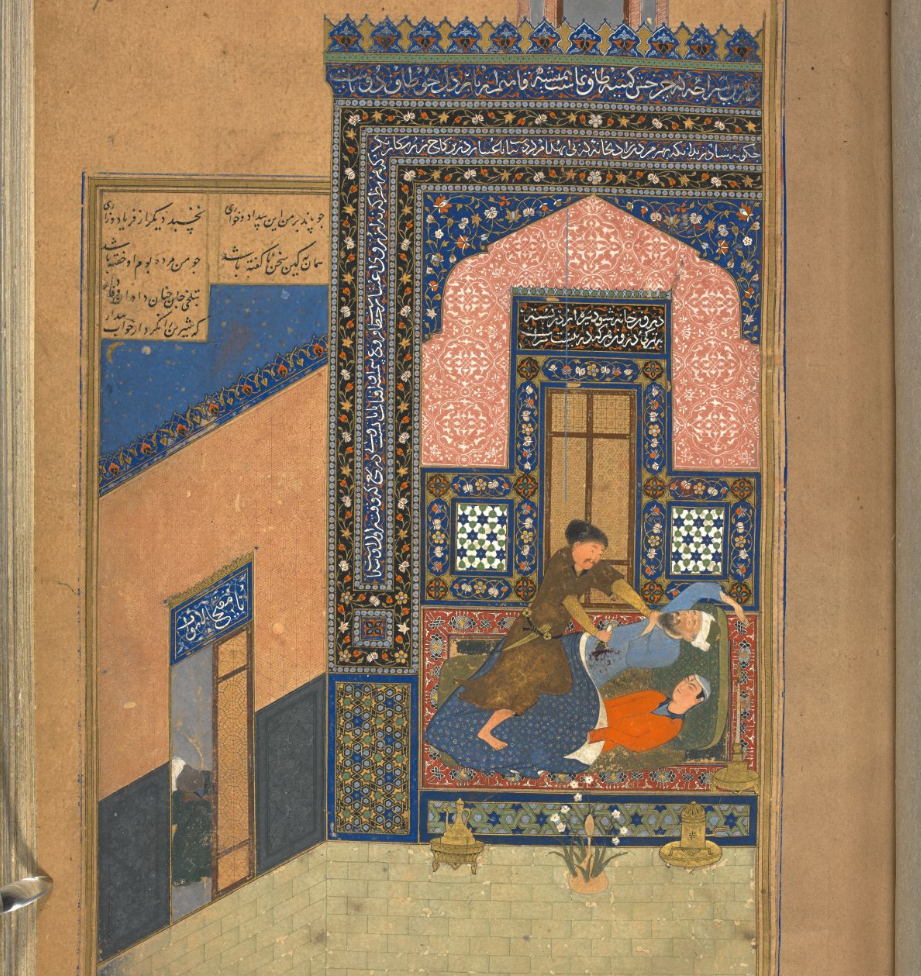
Shîrûyé assassine Khosrow dans son sommeil. Attribué à Behzad.

Le roman évoque de nombreux artistes et œuvres de la miniature ottomane et persane. L'essentiel de l'histoire se déroule dans le milieu du nakkash-hane ou atelier impérial de miniature et d'enluminure. Sont évoqués des peintres ottomans célèbres de cet atelier tels que Nakkach Osman ou maître Osman, ainsi que l'artiste persan Velidjân (Olive), recruté à l'atelier en 1583. Parmi les manuscrits réalisés par cet atelier et évoqués dans le roman, se trouvent le Sürname de Mourad III ou Livre des réjouissances, qui y est décrit à plusieurs reprises, ainsi que le Hünername. Plusieurs figures de la miniature persane sont évoqués dont Behzad, l'un des plus fameux enlumineurs du XVIe siècle et qui sert de référence ultimes aux personnages du livre. Le chapitre quatre ("On m'appellera l'Assassin") contient par exemple une description détaillée de la scène du meurtre de Khosrow par son fils Shîrûyé, illustrée par Behzad dans un manuscrit de la fin du XVe siècle, contenant les cinq poèmes du Khamsé de Nizami. Est évoqué aussi le don du Grand Shah Nameh de Shah Tahmasp par le Shah d'Iran au sultan Sélim II en 1568 et que Le Noir et Maître Osman consultent dans le trésor de Topkapi. Enfin, comme évoqué à la fin du roman, plusieurs miniaturistes perses à la fin du XVIe siècle partent s'installer dans la cour du grand moghol Akbar qui crée un atelier de peinture à l'origine de la création de la miniature moghole.

## Prix
- Prix du Meilleur Livre étranger en 2002
- Prix Grinzane-Cavour en 2002
- International IMPAC Dublin Literary Award en 2003

## Critiques
- « Ultime et magnifique paradoxe de la fiction : faire du mensonge un art pour faire entendre la vérité, dans une société qui a changé son histoire en mensonges ». - Les Inrockuptibles.